# روکو سانتوس
روکو سانتوس  (به انگلیسی: Roque Santos) (زادهٔ ۸ ژانویهٔ ۱۹۶۸) شناگر اهل ایالات متحده آمریکا است.